# Nitrózamin

A nitrózaminok szerkezete

A nitrózaminok R1N(−R2)−N=O szerkezettel leírható, többségükben rákkeltő hatású vegyületek, melyek felhasználásra kerülnek a kozmetikumokban, a rovarirtókban és a legtöbb gumiból készült termékben.

## Tulajdonságaik
Szobahőmérsékleten általában folyadék vagy szilárd halmazállapotú anyagok. Sűrűségük 0,9–1,2 g/cm3 közötti. Az N−N=O csoport jelenléte miatt vízben és más poláris oldószerekben jól oldódnak.

## Keletkezésük, előfordulásuk
Élelmiszerekben nitritekből és szekunder aminokból keletkezhetnek, utóbbiak a fehérjékben fordulnak elő. Képződésük csak bizonyos körülmények között, erősen savas közegben megy végbe – ilyen például az emberi gyomorban található. A magas hőmérséklet – például sütés – is elősegítheti keletkezésüket. A nitrózaminok jelenlétét a Liebermann-féle nitrozoreakcióval lehet kimutatni (nem keverendő össze az egyéb Liebermann-reakciókkal).
Savas körülmények között a nitrition salétromossavat (HNO2) képez, mely protonálódást követően N≡O+ nitrozónium kationra és vízre bomlik:
H2NO2+ = H2O + NO+
A nitrozóniumion aminnal reagálva nitrózamint képez.

## Fordítás
- Ez a szócikk részben vagy egészben  a   Nitrosamine című angol Wikipédia-szócikk ezen változatának fordításán alapul.  Az eredeti cikk szerkesztőit annak laptörténete sorolja fel. Ez a jelzés csupán a megfogalmazás eredetét és a szerzői jogokat jelzi, nem szolgál a cikkben szereplő információk forrásmegjelöléseként.
- Ez a szócikk részben vagy egészben  a   Nitrosamine című német Wikipédia-szócikk ezen változatának fordításán alapul.  Az eredeti cikk szerkesztőit annak laptörténete sorolja fel. Ez a jelzés csupán a megfogalmazás eredetét és a szerzői jogokat jelzi, nem szolgál a cikkben szereplő információk forrásmegjelöléseként.

## További olvasnivalók
- Oregon State University, Linus Pauling Institute article on Nitrosamines and cancer, including info on history of meat laws
- Risk factors in Pancreatic Cancer Archiválva 2010. június 12-i dátummal a Wayback Machine-ben